# Enquêtes à la une
Enquêtes à la une (Deadline) est une série télévisée américaine en 13 épisodes de 42 minutes, créée par Dick Wolf et dont seulement cinq épisodes ont été diffusés entre le 2 octobre 2000 et le 30 octobre 2000 sur le réseau NBC.
En France, la série a été diffusée à partir du 22 mars 2006 sur TF1.

## Synopsis
Wallace Benton est journaliste au New York Ledger, un tabloïd américain, qui décide de mener ses propres enquêtes...

## Distribution
- Oliver Platt (V. F. : Denis Boileau) : Wallace Benton
- Bebe Neuwirth (V. F. : Caroline Beaune) : Nikki Masucci
- Tom Conti (V. F. : Maurice Sarfati) : Si Beekman
- Lili Taylor (V. F. : Dominique Westberg) : Hildy Baker
- Hope Davis : Brooke Benton
- Damon Gupton (V. F. : Olivier Jankovic) : Charles Foster
- Christina Chang (V. F. : Valérie de Vulpian) : Beth Khambu

## Épisodes
1. Le Couloir de la mort (Pilot)
2. Sur un air de valse (Lovers and Madmen)
3. Descente à Porto Rico (Perception)
4. Sympathie pour le diable (Daniel in The Lion's Den )
5. Les Yeux des autres... (Howl)
6. Mon Père, ce gangster (The Old Ball Game)
7. La Vérité à tout prix (Don't I Know You?)
8. Les Indésirables (The Undesirables)
9. Les Arnaqueurs (Somebody's Fool)
10. Le Premier Commandement (The First Commandment)
11. Benton se rebiffe (Just Lie Back)
12. Le Cauchemar de Beth (Shock)
13. Ange et Démon (Red Herring)

## Commentaires
NBC a annulé la série après la diffusion de 5 épisodes. Les 8 épisodes restants ont été diffusés les samedis durant le mois de mars 2001 à raison de 2 épisodes par soir.